# Ludologie
La ludologie (du latin ludus « amusement » et du grec ancien -λόγος « récit » ou  « étude ») est l'étude de l’ensemble des composantes du jeu, en incluant l’étude des joueurs, des jeux eux-mêmes et des contextes les entourant. 
Lorsqu'elle est appliquée aux jeux vidéos, elle ne les concerne pas exclusivement. C’est un champ d'étude qui découle directement et contient[Quoi ?] d'autres domaines d'études, comme l'anthropologie, la psychologie ou encore la sociologie.
La ludologie n'est pas l'équivalent français de l'anglais : Game studies. En langue française, l'équivalent est le domaine des sciences du jeu.

## Histoire

### Antiquité
Palamède aurait inventé les premiers jeux, en même temps que l'arithmétique, pour lutter contre l'ennui du siège de Troie [réf. nécessaire].
Selon Aristote, le jeu aurait été inventé par Thot en Egypte avec le Senet. Contrairement aux précédentes théories qui ne supposent le jeu que comme outil pour tuer le temps, celle-ci indique que le jeu aurait des vertus mathématiques et sociales.
Chez les grecs, le jeu a une importance sociale forte. La Petteia notamment, jeu mêlant stratégie et hasard, permettait de s'élever intellectuellement et avait un intérêt autre que lui-même, et était considéré comme sa correcte application selon Aristote. 
Platon et Aristote considéraient que les connaissances et les sciences telles que les mathématiques ne devaient s'inculquer que par le jeu, et que telle était son utilité, en plus d'être un outil social. Ainsi, aucun homme ne doit s'engager dans la l'apprentissage de connaissances en tant "qu'esclave".

### Moyen-Âge
Le jeu est très populaire, mais intimement lié aux jeux d'argent et sera blâmé par les autorités spirituelles. Selon celles-ci, les joueurs adopteraient des comportements nuisibles pour eux-mêmes et pour les autres.
Une raison sous-jacente à cela est le déséquilibre que les jeux d'argent créent dans la valeur de la monnaie courante. Quand l'argent est misé, il n'est plus signe d'autre chose que sa valeur dans le jeu, donnant moins de contrôle à l'Eglise sur la valeur de sa trésorerie.

### Lumières
Avec Gottfried Wilhelm Leibniz, l'étude des jeux permettra de créer le champ des probabilités et le calcul des parties. Alors, les jeux seraient réductibles à des problèmes mathématiques auxquels les joueurs sont poussés à innover pour les résoudre. Il ne s'intéresse cependant aux jeux seulement en tant qu'outil mathématique.
Blaise Pascal théorisera que le jeu n'est rien de plus qu'une forme de divertissement, de repos, dans laquelle se plongent les hommes qui ne veulent pas faire face à leur misère, et à leur condition de mortels.
Avec l'essor des sciences du vivant, Karl Groos supposera qu'une fonction biologique première du jeu est dépensière et permet de se préparer à la vie d'adulte, comme ce peut être observé chez différentes espèces animales comme les chats ou les singes.

### Temps modernes
Bernard Suits écrira que jouer à un jeu est une volonté délibérée de surmonter des obstacles inutiles. Il décrira également ce qu'il nommera « l'attitude ludique », terme repris dans le livre éponyme publié par Jacques Henriot et Bernard Perron.
Cette attitude consisterait au joueur soumettant sa capacité d'agir à des règles qui prohibent l'utilisation de moyens efficaces en faveur de moyens inefficaces afin de surmonter d'inutiles obstacles.

## International Board Game Studies Association
Colloque datant de 1990, devenue annuel depuis 2002, originellement organisé par Irving Finkel auquel assistent différents spécialistes de plusieurs domaines concernant différents champs de la ludologie, allant des sciences cognitives aux sciences sociales en passant par la neurologie.
L'International Board Game Studies Association est centrale dans la naissance du domaine de la ludologie et de sa popularisation dans différents domaines scientifiques.

## L'homme et le jeu
L'anthropologue Johan Huizinga, auteur d'Homo Ludens est un anthropologue qui s'intéressera précisément à la relation entre l'homme et le jeu.
Son livre, central dans l'étude des jeux sous un point de vue anthropologique, décrira ceux-ci comme un trait universel et commun à toute culture.
La définition du jeu qu'il donnera dans son livre est la suivante : "le jeu est une action libre, senti fictive, capable d’absorber totalement le cœur ; c’est une action dénuée d’intérêt matériel et d’utilité ; qui s’accomplit en un temps dans un espace expressément circonscrit et se déroule avec ordre selon les règles données".
Dans Homo Ludens, chaque chapitre est consacré à l'étude d'un élément de la vie de tous les jours, de la nature ou de la culture dans lequel on peut retrouver l'aspect ludique selon Huizinga. Pour lui, l'aspect ludique se retrouve dans chaque chose pouvant être dite agonale, c'est-à-dire qu'il y a une compétition entre des parties et à chaque fois cette compétition, ce concours se passe dans une unité de temps et de lieu selon des règles préétablies. Il se crée donc une sphère magique du jeu qui se situe en dehors de la réalité et dans laquelle se déroule ledit jeu, sphère de laquelle les joueurs sortent une fois les conditions de la compétition, quelle qu'en soit la nature, atteintes.
Pour lui, on peut retrouver l'aspect ludique en beaucoup d'endroits tels que les procès qui autrefois n'étaient qu'un concours de joutes verbales sans preuves incriminantes et la guerre avec ses codes et ses enjeux qui ressemblent aux conditions du jeu. Cependant, l'aspect ludique n'est perceptible qu'en mettant la morale et l'éthique de côté comme elles vont à l'encontre de l'idée du jeu qui est choisi et n'a rien de bien ou de mal selon lui. Le jeu est donc, d'après Huizinga, issu de la biologie et précède la culture comme on le retrouve abondamment dans nos sociétés au fil des âges et que la culture à nombreuses formes de jeux pour nombreuses de ses composantes.
Au milieu du XXe siècle, Roger Caillois publie le livre les jeux et les hommes, dans lequel il définit le jeu comme un élément moteur de la société et va donner naissance à une vraie sociologie du jeu qui évoluera pour devenir la ludologie.
Selon Caillois, il y a 6 piliers fondateurs qui définissent le jeu et qui sont : l'aspect volontaire et libre, la séparation avec le quotidien, l'incertitude du résultat, la non-productivité, un règlement propre et un univers de jeu fictif.

## Narratologie vs Ludologie
Jesper Juul considère l'approche ludologique plus pertinente concernant les jeux, pour lui, la définition complète et correcte de la ludologie est l'étude des jeux. Pour lui un jeu est un assemblage de règles et une histoire est une intrigue, ces deux choses ne peuvent donc pas être liées l'une à l'autre. Pour Jesper Juul, une narration interactive est impossible car la narration est linéaire, a des séquences fixées et un avancement des évènements régulés alors que le jeu sur ordinateur est plus chaotique, interactif et est sous le joug du joueur.  Ce sont les règles du jeu qui permettront au joueur de s'amuser et pas sa représentation.  
Chris Crawford a une approche plus narratologique, il est l'un des pionniers et l'une des personnes prônant le plus la narration interactive. 
La différence entre jeu de plateau et jeu vidéo selon Gonzalo Frasca ne se situe pas dans la narratologie, mais dans la simulation. Le jeu vidéo permet d’apporter une dimension dynamique, absente dans les jeux de plateaux (ou même dans la narratologie). Ce qu’ajoute  la simulation aux signes apportés par la simple représentation est le comportement.
Cette rivalité entre la narratologie et la ludologie peut aussi être attribuée à leur relative proximité dans les sujets qu'elles traitent, ces deux champs d'études tendent à classifier les jeux et la narration comme des artéfacts fictionnels symboliques. Cependant, il faut noter que les jeux ne doivent pas être considérés comme uniquement des objets fictionnels.          

## Gameplay
Afin de pouvoir complètement étudier un jeu selon Frans Mäyrä en ludologie, il faut pouvoir distinguer deux strates composant le jeu. Un jeu est multidimensionnel, c'est un dialogue entre les deux strates que sont le noyau et la carapace.
Le noyau est la partie contenant le gameplay, c'est dans cette partie qu'on va s'intéresser aux mécaniques, à la performance et au gameplay. La carapace est la partie qui va communiquer avec le monde extérieur, c'est une strate secondaire qui va s'occuper des systèmes de signes et de la représentation. C'est la partie de la carapace qui permettra d'avoir un dialogue et une relation dynamique entre le gameplay et le contexte socioculturel. 